# Бип (крепость)
Мариенталь, неформально также Бибс или Бип, — двухэтажный замок (в плане пятиугольный) с двумя башнями (в плане овальными) и внутренним двором у слияния рек Славянка и Тызьва в южной части Павловска. Вокруг по всем правилам бастионной системы устроены земляные фортификационные сооружения (бастионы, равелины, люнеты, флеши). Считается архитектурным капризом Павла I.

## История
После того как Екатерина II подарила Павловскую мызу своему сыну Павлу, там были выстроены из дерева два «охотничьих» домика в голландском стиле (предположительно по проекту П. Патона) — Паульлюст («Павлова утеха») и Мариенталь («Марьина долина»), названные по именам своих владельцев — молодожёнов Павла Петровича и Марии Фёдоровны. Позднее на месте Паульлюста был возведён Павловский дворец, а на месте Мариенталя Павел пожелал видеть увеселительный или потешный замок.
Работы начались в 1795 году под руководством Д. Квадри и продолжались два года. Автором проекта традиционно называют не Квадри, а другого итальянца, Винченцо Бренна, который в те годы много строил для молодого двора. 
Вокруг крепости в 1790-х годах был разбит парк «Мариенталь», а на реке Славянке сделали запруду — Мариентальский пруд.
Поскольку крепость строилась с учётом правил классической фортификации, Павел велел приписать её к военному ведомству и оснастить 28 артиллерийскими орудиями. Мариенталь числился в реестре военных крепостей империи вплоть до 1811 года. На заходе солнца поднимали разводной мост, в полдень делали выстрел из пушки. Эти внешние атрибуты крепостной жизни сохранялись до Октябрьской революции, хотя само здание после смерти Павла использовалось в гражданских целях — как первая в стране школа для глухонемых (1807—1810), военный лазарет (1833—1834), Александровское учебное заведение (1835—1851), приходское и городское училища (начало XX века). Полки, расквартированные в Павловске, имели в подвале крепости общую офицерскую гауптвахту.
После Октябрьской революции замок не попал в состав Павловского музея-заповедника и остался без государственной охраны. С 20 по 23 октября 1919 года, в момент наивысших успехов осеннего наступления белых на Петроград, здесь помещался штаб армии Юденича. В довоенное время его занимали детский дом и военкомат. Во время Великой Отечественной войны крепость полностью сгорела. Пустая каменная коробка стояла заброшенной до середины 2000-х годов, когда её наконец отремонтировали для использования под частную гостиницу и ресторан. Сохранилась табличка павловского времени с надписью:

Вал сей остаток укрепления, сделанного шведским генералом Крониортом в 1702 году, когда он, будучи разбит окольничим Апраксиным, ретировался через сей пост к Дудоровой горе.

## Название
В дореволюционных документах и картах замок, как правило, фигурирует под изначальным своим названием «Мариенталь» или «Форт Мариенталь». М. И. Семевский объяснял обиходное название «Бип» тем, что незадолго до начала строительных работ в Павловском парке играли на французском языке спектакль «Прощание нимф Павловского», где в качестве шутки упоминались счастливые жители окрестностей — «бароны Бибс, Бальм, Крик и Крак». Из имени «Бибс», вероятно, со временем и родился «Бип». О том, что это название употребляли уже первые владельцы замка, свидетельствует письмо Марии Фёдоровны, направленное в 1813 году историографу Н. М. Карамзину:

На всё время пребывания в Павловске комнаты здесь в замке Бип для приёма вашего готовы и, состоя в вашем распоряжении, ожидают только приезда вашего, своего законного жильца.
В советское время обыватели принимали название «Бип» за аббревиатуру и расшифровывали её как «Бастион императора Павла» или «Большая игрушка Павла». В некоторых путеводителях Мариенталь фигурирует под названием «Павловская крепость».

## Галерея

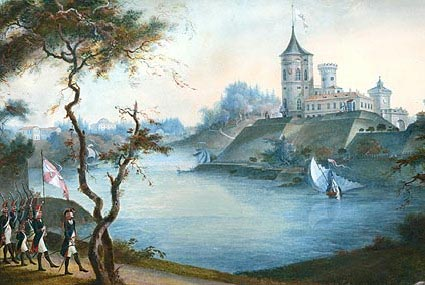
Мариенталь во времена Павла (панно С. Ф. Щедрина)
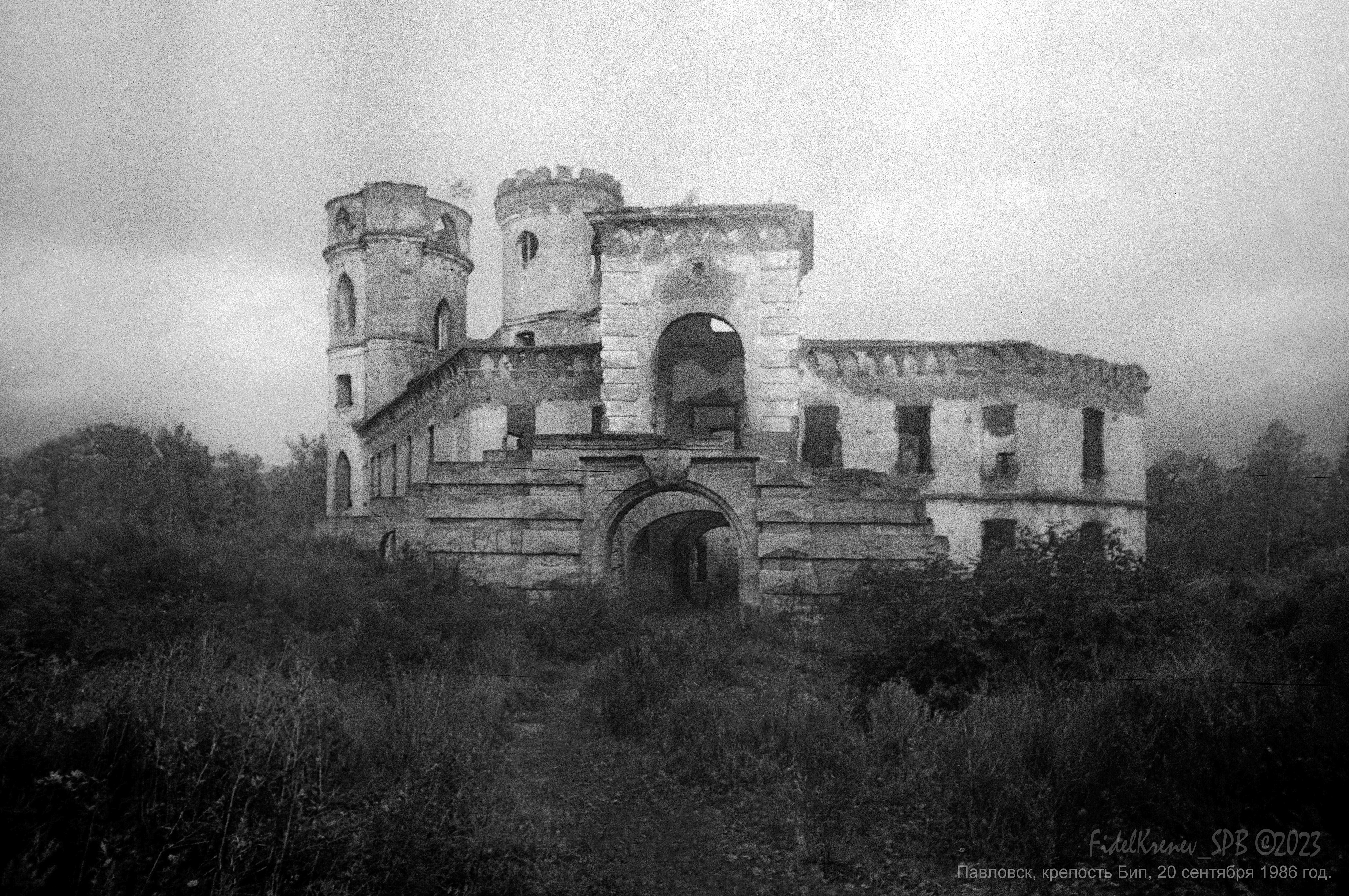
Крепость (замок) Бип. 1986 год.
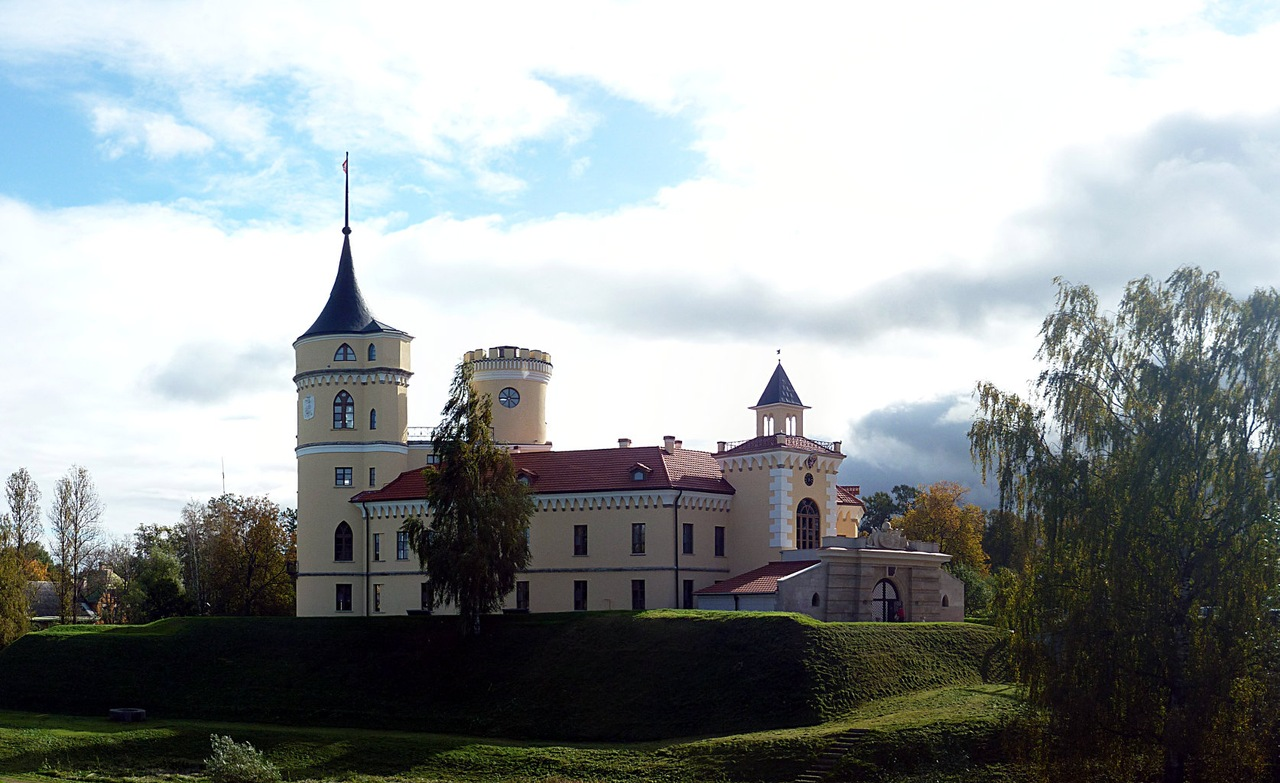
Вид со стороны ворот